# Intervento olandese a Bali (1858)
L’intervento olandese a Bali del 1858, o quarta spedizione olandese a Bali, fu una spedizione punitiva condotta dai Paesi Bassi contro alcuni capi ribelli del regno di Buleleng, in Indonesia.

## Antefatto
Dopo l'l'intervento olandese del 1849, il principe di Bangli ottenne l'incarico dell'amministrazione del regno di Buleleng. Incapace di tenere le redini dei capi locali (detti pungawwa) né della popolazione, questi diede le dimissioni nel 1854 e gli olandesi nominarono al suo posto un reggente con funzioni di controllore. A Jembrana la popolazione si rivoltò contro l'oppressione attuata dal principe locale, e per questo gli olandesi lo rimpiazzarono con un altro reggente affiancato da due consiglieri, uno olandese e uno approvato dai capi locali.

## Lo scontro

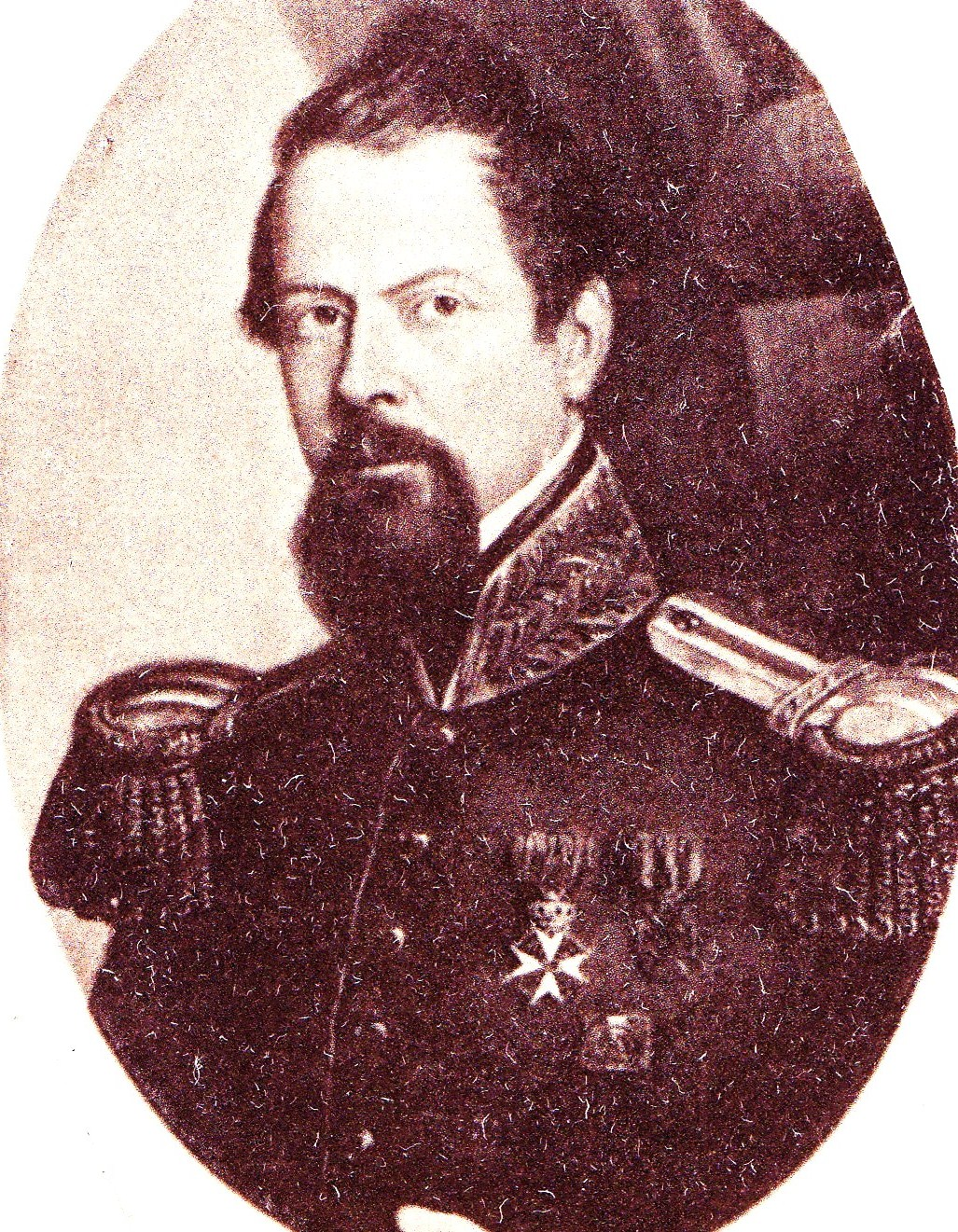
Il tenente colonnello Karel Feli van Steijn van Hensbroek

Il deposto principe di Jembrana, esiliato a Buleleng, decise a questo punto di invadere il proprio ex principato, gli olandesi ed i capi di Buleleng lo bandirono da Bali. Uno dei pungawwa, Njoman Gempol di Bandjar Djawa, si oppose a questa decisione e tentò di fomentare la rivolta popolare contro gli olandesi tentando di far circolare delle voci negative sul conto del governo olandese a Giava. Convocato dalle autorità olandesi, si rifiutò di comparire a giudizio e quando ai capi locali venne chiesto di consegnarlo alle autorità olandese, questi si rifiutarono. Sul finire del 1858, le autorità olandesi a Giava chiesero a un mercante olandese Jungheer Meester van der Waf van Puttershoek di trasportare delle forze a Bali a bordo di tre navi da guerra, tre dei suoi trasporti e due cutter al comando del tenente van Hasselt, navigando in direzione di Buleleng con una forza composta da un battaglione di fanteria e da due mortai al comando del tenente colonnello Karel Felix van Steijn van Hensbroek. Il numero totale degli uomini era di 707 soldati e 12 ufficiali.
L'11 dicembre 1858, le forze olandesi sbarcarono senza incontrare resistenza e marciarono verso Bandjar Djawa con l'intento di arrestare Njoman Gempol, ma questi si era rifugiato nel suo kampung e si rifiutava di uscire. Per mostrare la propria forza, gli olandesi saccheggiarono diversi villaggi al punto tale che i capi locali si accordarono per consegnare al nemico Gempol, il quale venne tradito anche con la complicità di alcuni contadini del posto. Alla fine di dicembre, le truppe olandesi fecero ritorno a Surabaya. Gempol ed il suo compagno d'arme, Ida Mahe Rai, vennero esiliati a Giava.